# Arwa bint Ahmad
Arwa bint Ahmad (arabisch أروى بنت أحمد, DMG Arwā bint Aḥmad; * 1050; † 1138) – as-Saiyida al-hurra (السيدة الحرة, DMG as-saiyida al-ḥurra ‚die freie [unabhängige, edle] Herrin‘) – war eine der am längsten regierenden jemenitischen Königinnen (malika) aus der muslimischen Dynastie der Sulaihiden (1086–1138).

## Leben
Arwa bint Ahmad war die Frau von al-Mukarram Ahmad (1069–1086), dem Abkömmling und Nachfolger des sulayhidischen Herrschers Ali as-Sulaihi (1047–1067). Als Mitgift erhielt sie von ihrem Mann die Stadt Aden. Die Einkünfte dieser Stadt flossen ihr zu. Die Ehe brachte vier Kinder hervor. Nach dem Tod ihres Mannes führte sie die Dynastie der Sulaihiden fort. Arwa ist neben der legendären Königin von Saba die einzige bekannte Regentin im Jemen. Sie übernahm zwischen 1074 und 1086 – was historisch nicht einwandfrei dokumentiert ist – die Staatsgeschäfte. Sie tat sich als eine sehr energische Regentin hervor, die in den Kämpfen mit den Nadschahiden in der Tihama die Grenzen ihres Reiches behauptete. Unter ihr wurde die Hauptstadt der Sulaihiden von Sanaa nach Dschibla verlegt, von wo aus eine glanzvolle Epoche eingeleitet wurde. Mangels lebender Nachkommen starb mit dem Tod von Arwa bint Ahmad (im Jahr 1138 im hohen Alter von 88 Jahren und fünfzig Regierungsjahren) die Dynastie der Sulaihiden 1138 aus.